# Return on investment
De Engelstalige term return on investment geeft het rendement op de investering aan. Indien de investering een verlies oplevert dan is de return on investment een negatief getal. Een alternatieve omschrijving is Rate of Return.
De R.O.I. van een geheel bedrijf kan men berekenen door de nettowinst te delen door de boekwaarde van de totale activa. De R.O.I. van een deelproject kan men berekenen door de specifieke opbrengst voor een project te delen door de specifieke investering.

## Alternatieve terminologie
Het verdiende of verloren geld wordt ook wel interest of inkomen genoemd, het geïnvesteerde geld ook wel kapitaal of kosten. Al deze termen worden echter ook in andere betekenissen gebruikt, en zij doen ieder voor zich ook geen uitspraak over een ratio: het zijn geen verhoudingsgetallen. De R.O.I. is wel een verhoudingsgetal.
ROI = (inkomsten:opbrengsten) / (opbrengsten:investering)

oftewel, inkomsten / investering

## Soorten investeringen

### Investering en opbrengst in geld
De return on investment is relatief eenvoudig te berekenen wanneer het zowel bij de investering als bij het gegenereerde inkomen om bedragen gaat die rechtstreeks te berekenen zijn: investering en inkomst zijn eenvoudig in geld uit te drukken, en hun verhouding volgt daaruit direct.
Een voorbeeld daarvan valt te vinden bij vele marginale kosten. Daar doet zich de vraag voor: "Wat brengt het ons op als wij een bepaald aantal extra exemplaren van een bepaald product vervaardigen?" Het is denkbaar dat het daarbij om lage investeringen gaat, terwijl de inkomsten hoog zijn. Investeringen zijn bijvoorbeeld laag als de initiële kosten relatief hoog waren; die zijn al gemaakt, en hoeven dus niet opnieuw te worden gemaakt. Zo is het voor een aantal exemplaren van een tijdschrift niet nodig opnieuw zet- en filmkosten te maken; de kosten zijn goeddeels beperkt tot papier en inkt. Inkomsten kunnen relatief hoog zijn (de verkoopprijs van het tijdschrift blijft meestal, maar niet altijd, gelijk), mits de extra gefabriceerde exemplaren ook verkocht worden. Is de markt reeds verzadigd, dan lukt dat niet, en kan de R.O.I. alsnog negatief zijn.

### Andere investeringen
Niet alle investeringen zijn even gemakkelijk in verband te brengen met het bedrag dat als opbrengst resulteert. Investeringen in personeel zijn een voorbeeld. Zonder veel moeite valt te berekenen wat een bepaalde bijscholing kost: te denken valt aan de bezoldiging van de trainer, de personeelskosten voor die werknemers die een bekend aantal uren aan het productieproces zijn onttrokken, en kosten van eventuele reducties in dat proces. Wat echter de opbrengst van zo'n training is, valt soms slechts bij benadering te berekenen. Hoeveel meer wordt er precies verdiend doordat een aantal medewerkers meer geschoold is, en zouden die extra verdiensten er anders niet toch zijn geweest?
Een ander voorbeeld is de investering in nieuwe informatietechnologie. Een bedrijf kan doorgaans constateren wat de kosten bedragen, maar het is moeilijker precies na te gaan welke toegenomen opbrengst het resultaat is van de vernieuwing. In de (niet zeldzame) gevallen dat er aanloopproblemen of tegenvallende prestaties moeten worden gemeld, is de berekening nog lastiger.

## Analysemodellen
Om de R.O.I. zo goed mogelijk te kunnen berekenen, wordt wel gebruikgemaakt van analysemodellen. Daarbij kan een aantal vragen worden gesteld, maar dan nog hangt het van de gekozen vragen af, en van het onderling gewicht dat daaraan wordt toegekend, tot welke R.O.I. men uiteindelijk concludeert. Enkele mogelijke vragen zijn:
- In hoeverre krijgen wij waar voor ons geld; in welke mate is de investering effectief?
- Wat bedragen de directe kosten?
- Wat bedragen de indirecte kosten (zoals het vrijmaken van personeel)?
- Wat zijn de eventuele opportunity costs (inkomsten die wij mislopen, doordat wij niet een andere methode kiezen)?
- In welke mate is de investering efficiënt; hadden wij voor hetzelfde geld iets beters kunnen krijgen?
- Is de investering gerechtvaardigd; levert zij voldoende op voor onze doelgroep (bij een bedrijf bijvoorbeeld de eigenaren, aandeelhouders; bij een overheidsinstelling bijvoorbeeld de burger, de overheid zelf)?

Een bekend analysemodel om de R.O.I. te berekenen is de DuPont Chart. Dit model maakt het verband zichtbaar tussen de gegevens van de balans en de resultatenrekening.

## Kritiek op R.O.I.
Hoewel in vele jaarverslagen de R.O.I. een prominent kengetal is, bestaat er ook kritiek op de bruikbaarheid van het concept. Het bezwaar luidt dan dat dit kengetal te weinig precies is, en afhangt van een aantal variabelen, zoals projectduur, afschrijving, terugverdientijd en bedrijfsgroei.